# Niels Kjær (atlet)
 Der er flere personer med dette navn, se Niels Kjær (flertydig).
Niels Kjær (født 1946) er en tidligere dansk atlet. Han var medlem i Østerbro-klubben Københavns IF og vandt som kun 19-årig en bronzemedalje ved de danske mesterskaber i længdespring 1965. Han sprang allerede som 17-årig over syv meter, da han nåede karrierens længste med 7,03.

## Danske mesterskaber
- Bronze 1965 Længdespring 6,88.
- Sølv 1963 Femkamp 2859 point

## Personlige rekorder
- 100 meter: 11,0 Frederiksberg Stadion 5. maj 1963
- 200 meter: 23,0 Gentofte Stadion 22. september 1963
- 800 meter: 2:02,8 1963
- Længdespring: 7,03 Frederiksberg Stadion 7. juli 1963
- Trespring: 12,50 1963
- Spydkast: 56,27 1964
- Femkamp: 2859p (6,53 - 51,14 - 23,0 - 32,86 - 4:33,9) Gentofte Stadion 22. september 1963